# Carfield
Carfield is een Brits historisch merk van motorfietsen.
De bedrijfsnaam was Carfield Motor Cycle Co., later Carfield Ltd., Smethwick.
De merknaam was samengesteld uit die van de beide oprichters, Carter en Fielding. Zij begonnen in 1919 aan Windmill Lane in Smethwick met de productie van twee modellen, die beide riemaandrijving en een 2½pk-Villiers-tweetaktmotor hadden. Het goedkoopste model werd verkocht voor 58 Pond en had directe riemaandrijving, terwijl het duurdere model een Albion-tweeversnellingsbak had en voor 7 Pond kon worden voorzien van een kickstarter. In 1921 waren beide modellen leverbaar met inbouwmotoren van Villiers, JAP en Coventry Victor. Deze laatste was een 688cc-zijklep-boxermotor.
De Carfield "Baby" uit 1923 was het bekendste model, met een 1½pk-Villiers motor, een Albion-tweeversnellingsbak, een Amac-carburateur en nog steeds riemaandrijving. Deze machine kostte 30 Pond, maar kon voorzien worden van elektrisch licht (1 Pond en 10 Shilling) en een kickstarter (2 Pond). De machine had twee remmen, die beiden op de achtervelg werkten. Een van de directeuren, Bruce Carter, won met dit model een bronzen medaille tijdens de Scottish Six Days Trial.
In 1924 verscheen weer een nieuw model, naar keuze voorzien van een JAP- of een Blackburne motor. Dit model had eveneens een Albion tweeversnellingsbak en kostte 35 Pond en 10 Shilling.
In 1925 koos men bij Carfield definitief voor tweetaktmotoren, die goedkoper waren dan zijkleppers. In dat jaren werden ze uitsluitend geleverd door Villiers. Hiermee leverde men twee nieuwe versies van de "Baby", een 172- en een 246cc-model.
Het laatste model verscheen in 1927, ditmaal uitgerust met een van de weinige tweetaktmotoren die door JAP werden geproduceerd, de AZA-motor. Van dit model werden slechts weinig exemplaren gebouwd. De motorfietsverkopen liepen terug, en Carfield was een van de vele kleine Britse merken die hiervan het slachtoffer werden. In 1928 sloot het bedrijf de poorten.